# Huracà Hanna (2008)
Huracà Hanna va ser la tempesta més mortífera de la temporada d'huracans de l'Atlàntic del 2008. La tempesta va ser el vuitè cicló tropical i el quart huracà de la temporada 2008.
Es va formar a l'est-nord-est del nord de les Illes de Sotavent el 28 d'agost.